# Cerimònia d'obertura dels Jocs Olímpics d'Estiu de 2016
La cerimònia d'obertura dels Jocs Olímpics d'estiu de 2016 va ocórrer en la nit del 5 d'agost de 2016 a l'Estadi Maracanã de Rio de Janeiro, a partir de les 20h (hora loca, 23h UTC).
Va ser la primera vegada, des dels Jocs Olímpics d'Estiu de 1900 que la cerimònia d'obertura no se celebrava a l'estadi olímpic, on es realitzaren les competicions d'atletisme. Com estipula la Carta Olímpica, l'esdeveniment va combinar la inauguració cerimonial dels Jocs amb un espectacle artístic destinat a exhibir la cultura del país amfitrió. Prop de 50.000 espectadors van presenciar-la en directe a l'estadi, mentre que es calcula que l'audiència global per televisió va ser de 3.500 milions de persones.

## Preparació
Els directors de creació per a la cerimònia van ser Fernando Meirelles, Daniela Thomas i Andrucha Waddington. Deborah Colker, coreògrafa famosa al Brasil, va preparar un equip de més de 6 000 voluntaris per a ballar en la cerimònia d'obertura. Els assajos van començar a finals de maig de 2016.

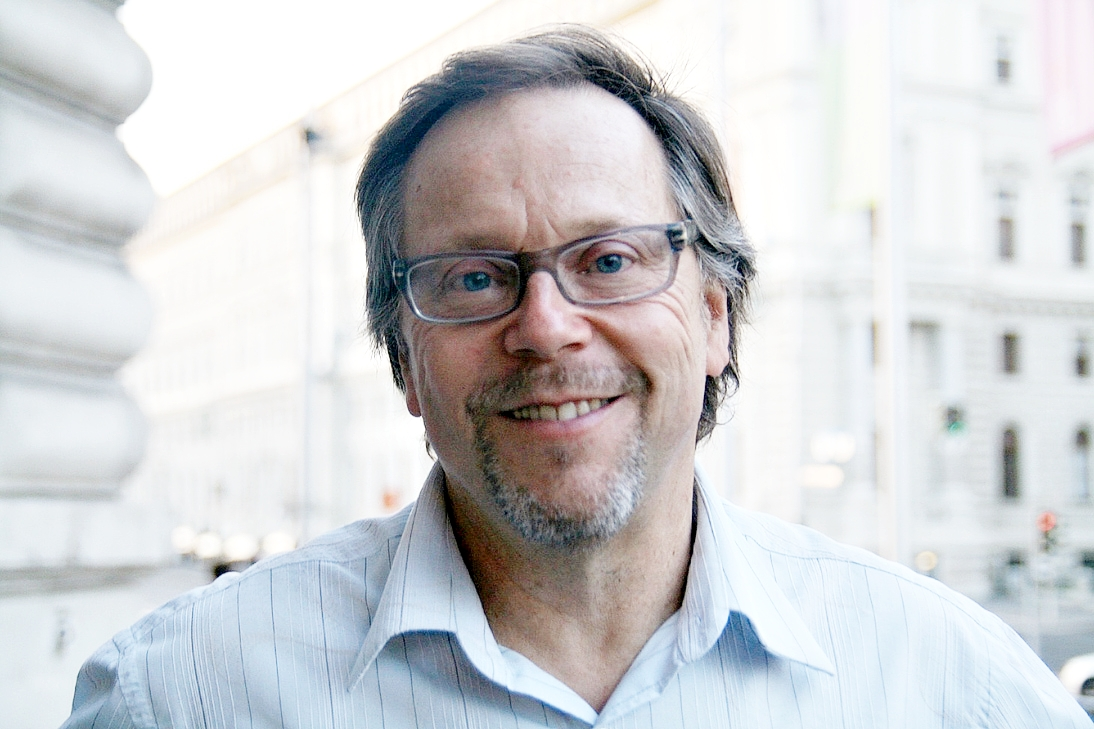
Fernando Meirelles

El director de cinema Fernando Meirelles va afirmar que les cerimònies dels Jocs Olímpics d'Estiu de 2016 tindrien un pressupost significativament més baix que les anteriors. Es calcula que el cost previst era gairebé 10 vegades menor que als Jocs Olímpics d'Estiu de 2012. Meirelles va explicar: «No tenim les xifres oficials del cost de les cerimònies ni de Londres ni de Pequín 2008, però sabem les avaluacions que van fer els experts en la matèria. No és cap drama, perquè no té sentit utilitzar un pressupost desmesurat en un país on hi ha localitats sense sanejament públic. És assenyat tenir un bon concepte i bon gust». El director va destacar que, pel fet de comptar amb un pressupost baix, haurien de prescindir d'efectes especials i sistemes d'alta tecnologia, com drons. Es va partir del concepte de la gambiarra, definit pels brasilers —i remarcat pels directors— com el talent per a fer grans coses encara que no hi hagi recursos.
El 15 de juliol de 2016, va anunciar-se que Anitta, Caetano Veloso i Gilberto Gil actuarien durant la cerimònia. Gil i Veloso també van participar com a consultors creatius en alguns segments de la cerimònia. La directora creativa Daniela Thomas va explicar que la seva implicació va ser concebuda per a reflectir el "millor" en la música brasilera.

## Cerimònia

### Benvinguda a l'estadi
La cerimònia d'obertura dels Jocs de Rio 2016 es va iniciar amb imatges aèries de la ciutat en un videoclip amb la música Aquele Abraço, original de Gilberto Gil en una versió cantada per Luiz Melodia, que el públic va acompanyar corejant els versos més famosos.
Després de la projecció, va ser anunciat el president del Comitè Olímpic Internacional (COI), Thomas Bach. Per protocol, s'hauria d'haver anunciat també al president del país organitzador. El Brasil es trobava enmig del procés de destitució de Dilma Rousseff i qui ocupava el càrrec, com a president interí, era Michel Temer, però el seu nom no va ser mencionat per megafonia. Segons la TV Globo, va haver-hi una petició formal per saltar-se el protocol, per temor a una xiulada massiva a l'estadi. Es creu que la decisió havia vingut de part dels assessors de Temer.
Així, després de saludar al president del COI, es va passar a la representació de l'himne nacional i la hissada de la bandera del Brasil, situada en un pedestal inspirat en les formes de l'arquitecte Oscar Niemeyer. L'himne va ser interpretat pel sambista Paulinho da Viola, a guitarra i veu, acompanyat per una orquestra de cordes. La bandera va ser portada per membres del Comandament de la Policia Mediambiental de Rio de Janeiro, que van ser acompanyats per un grup de nens i esportistes retirats, com Virna Dias, Robson Caetano, Maurren Maggi i Flávio Canto.

### Actuacions artístiques
L'art brasiler va ser el subjecte de la següent part de l'esdeveniment, amb referències a Athos Bulcão, la geometria de l'artesania indígena, els detalls africans i les rajoles originàries de la colonització portuguesa. La pau i la sostenibilitat van donar-se la ma amb la projecció del símbol de la pau transformant-se en un arbre. Després va venir la representació del naixement dels immensos boscos que cobrien el territori brasiler. Del començament de la vida, l'homenatge avança fins a la formació dels pobles indígenes, representats per 72 membres de les dues grans agremiacions del Festival de Parintins: el Boi Caprichoso i el Boi Garantido. El desembarcament dels europeus en caravel·les, l'arribada forçosa dels africans esclavitzats i la immigració vinguda de l'Orient Pròxim i l'Est Asiàtic va ser representada per descendents de cadascun d'aquests grups ètnics.
La recreació de la història del Brasil fa un salt fins a mitjans de segle xx. Grups de parkour van travessar l'escenari, saltant sobre projeccions de teulades d'edificis que feia referència a la urbanització del Brasil contemporani, concentrada en grans ciutats. Amb la música Construção (de Chico Buarque) de fons, una part dels acròbates escalaven les façanes d'uns edificis, mentre l'altre aixecava una paret amb blocs de paper, darrera de la qual va aparèixer una rèplica del 14-bis, el primer avió autopropulsat de la història, amb un actor interpretant l'inventor Santos Dumont.
Tot seguit va aparèixer la supermodel Gisele Bündchen, desfilant sota les notes de la bossa nova Garota de Ipanema. El tema, obra d'Antônio Carlos Jobim, va ser cantada pel seu net, Daniel Jobim. El deixant de Bündchen dibuixava corbes que rememoraven algunes de les principals obras d'Oscar Niemeyer, com l'església de Pampulha i la Catedral de Brasília. Els directors de l'espectacle van explicar l'endemà que la posada en escena no va sortir com estava prevista, doncs Bündchen havia caminat més lentament del que s'havia assajat i va endarrerir-se respecte a les imatges projectades i la música, motiu pel qual el final de la seva aparició va quedar tallat.
A continuació, les faveles van ser representades al so de funk carioca i samba, barrejades amb música electrònica. Ludmilla va cantar el Rap da Felicidade (Cidinho e Doca) i la icònica Elza Soares va interpretar Canto de Ossanha. Tot seguit, el raper Marcelo D2 i el veterà Zeca Pagodinho van simular una batalla de galls. Després, les raperes Karol Conká i la jove MC Soffia, de només 12 anys, van cantar a l'empoderament, mentre es feia una exhibició de capoeira. Va ser el torn de les manifestacions culturals més populars, com el maracatu, els bate-bolas, el bumba meu boi i la carreta treme-treme.
L'actriu Regina Casé va dirigir una breu al·locució al públic, explicant que aquell dia se celebrava els trets comuns dels brasilers, però també la gran riquesa i diversitat cultural del país sud-americà. Un cop va acabar el discurs, va aparèixer Jorge Ben Jor per cantar País Tropical, acompanyat d'un miler de ballarins de baile charme de Madureira, barri de la zona nord carioca.
Un cop va terminar aquesta part lúdica, es va emetre un vídeo —narrat per les actrius Fernanda Montenegro i Judi Dench— per concienciar sobre la fragilitat del medi ambient i el risc de la pujada del nivell del mar a causa de l'escalfament global, mentre un nen simulava plantar un arbre al bell mig de Maracanã. A continuació, va tenir lloc la desfilada de les delegacions, encapçalades per unes bicicletes plenes de plantes i flors, per reforçar la idea de crear uns Jocs Verds. Com és habitual, la comitiva grega va ser la primera en sortir, mentre que les darreres van ser la de l'Equip Olímpic de Refugiats, que participava per primer cop en uns Jocs, i la del Brasil. La model Lea T va conduir la bicicleta verda davant la delegació local, i es va convertir en la primera celebritat transgènere en participar d'una cerimònia dels Jocs Olímpics. En acabar, al centre de l'estadi van aparèixer uns anells olímpics fets amb palmeres.

### Inici oficial dels Jocs
La secció més protocol·lària de la nit va començar amb els parlaments del president del Comitè Organitzador i del Comitè Olímpic del Brasil, Carlos Arthur Nuzman; i del president del COI, Thomas Bach. Rio 2016 va viure l'estrena d'un nou guardó, el Llorer Olímpic, que va recaure en l'exfondista kenyà Kipchoge Keino. Per acabar, Michel Temer, des de la llotja presidencial, va declarar oberts els Jocs de la XXXI Olimpiada de l'era moderna.
La Bandera Olímpica va entrar a l'estadi carregada per exatletes brasilers que formen part de la història olímpica: els campions olímpics Torben Grael (vela), Emanuel Rego (voleibol platja) , Joaquim Cruz (atletisme) i Sandra Pires (voleibol platja), juntament amb Marta Vieira (doble subcampiona olímipica en futbol) i Oscar Schmidt (màxim anotador històric del torneig de bàsquet). Representant la societat civil, estaven la jutgessa Ellen Gracie i la fundadora de l'Instituto Pró-Criança Cardíaca, Rosa Barbosa. El campió olímpic de vela Robert Scheidt, el jutge d'atletisme Martinho Nobre i la seleccionadora de bàsquet Adriana Santos van prestar jurament en nom dels esportistes, jutges i entrenadors.
Tot seguit, el músic Wilson das Neves va homenatjar els pioners de la música brasilera. Va donar pas als cantants Gilberto Gil, Caetano Veloso i Anitta, que van interpretar Isto Aqui, O Que É?, composició d'Ary Barroso. Després va haver-hi una desfilada de les seccions de bateria de les principals escoles de samba de Rio de Janeiro, convertint Maracanã en un sambòdrom.
Per a concloure l'esdeveniment, van donar-se els últims relleus de la torxa olímpica. Gustavo Kuerten (exnúmero 1 de l'ATP) va ser l'encarregat d'entrar amb la flama olímpica a l'estadi. Hortência Marcari (reconeguda com la millor basquetbolista brasilera de la història, plata a Atlanta 1996) va continuar amb el relleu, i va dur la torxa fins al peu del peveter. Allà l'esperava Vanderlei Cordeiro de Lima (l'únic brasiler consagrat amb la Medalla Pierre de Coubertin) qui fou l'encarregat d'encendre el peveter. Durant els mesos previs a la inauguració dels Jocs, s'havia especulat amb la possibilitat que l'astre del futbol Pelé (tricampió del món) fos l'encarregat d'encendre la pira, però va ser incapaç de participar-hi a causa de problemes de salut.
El peveter de Rio 2016 era d'una mida molt menor als d'altres Jocs. El recipient se situava davant d'una escultura de l'artista plàstic Anthony Howe, una obra cinètica que reflectia la llum del foc i formava un conjunt que representava el Sol. Es va crear pensant en reduir les emissions negatives necessàries per mantenir encesa la flama.
Segons la normativa del COI, l'encesa del peveter ha de ser presenciada pels espectadors de la cerimònia d'inauguració, la qual cosa implicava que havia de situar-se a l'estadi de Maracanã. Però una altra norma establia que la flama ha de ser visible pels residents i visitants de la ciutat seu dels Jocs, i aquest fet no es podia donar ja que el recinte només s'obriria per acollir uns pocs partits del torneig de futbol. L'abril de 2016, el portaveu del Comitè Organitzador, Mario Andrada, va declarar que la flama olímpica seria traslladada després de l'obertura a un lloc públic prop del port de la ciutat, que s'havia revitalitzat en un gran projecte urbanístic de cara a la cita olímpica. El lloc triat va ser la Plaça Pío X, davant de l'església de la Mare de Déu de la Candela (Nossa Senhora da Candelária).

## Presència de dignataris
Les primeres estimacions indicaven que almenys 100 caps d'estat o de govern tenien previst assistir a la cerimònia d'obertura. No obstant això, alguns líders estrangers no van voler comprometre's amb l'assistència a causa de les qüestions polítiques en curs al país. Finalment, el nombre d'assistents va rondar la cinquantena:

### Organismes internacionals
- Secretari General de les Nacions Unides Ban Ki-moon[37]
- Secretari General de l'Organització dels Estats Americans Luis Almagro
- Secretari General de la Unió de Nacions Sud-americanes Alí Rodríguez Araque
- President del Comitè Olímpic Internacional Thomas Bach

### País organitzador
- President del Brasil en funcions Michel Temer
- Governador de l'estat de Rio de Janeiro Luiz Fernando Pezão
- Alcalde de Rio de Janeiro Eduardo Paes
- President del Comitè Organitzador i del Comitè Olímpic del Brasil Carlos Arthur Nuzman

### Resta de països
| - Cap de Govern del Principat d'Andorra Antoni Martí - President d'Angola José Eduardo dos Santos - President d'Argentina Mauricio Macri i Primera Dama Juliana Awada - Governador general d'Austràlia Sir Peter Cosgrove - Canceller d'Àustria Werner Faymann - Rei Felip de Bèlgica i Reina Matilde - President de Bolivia Evo Morales - Governador General del Canadà David Johnston - President de Colòmbia Juan Manuel Santos - Secretari General del Partit del Treball de Corea Choe Ryong-hae - Primer Ministre de Corea del Sud Jung Hong-won - President de Costa Rica Laura Chinchilla - Príncep hereu Frederic de Dinamarca i Princesa Maria - President de l'Equador Rafael Correa - President d'Eslovàquia Andrej Kiska - President d'Eslovènia Borut Pahor - Rei Felip VI d'Espanya i Reina Letizia - Primer ministre de Fiji Josaia Voreqe Bainimarama - President de Finlàndia Sauli Niinistö - President de França François Hollande - Princesa Reial Anna del Regne Unit de la Gran Bretanya i Irlanda - President del Gabon Ali Bongo Ondimba - President de Geòrgia Giorgi Margvelashvili - President d'Hondures Juan Orlando Hernández - Secretari d'Afers Externs de Hong Kong Lau Kong-wah - President d'Hongria János Áder - President del Parlament de l'Índia Sumitra Mahajan - Viceprimer ministre de la República d'Irlanda Leo Varadkar - Viceprimer ministre d'Israel Moshe Kahlon - President del Consell de Ministres d'Itàlia Matteo Renzi - Viceprimer Ministre del Japó Taro Aso - Primer minister de Jordània Abdullah Ensour | - President de Kosovo Hashim Thaçi - President de Letònia Andris Berzins - Primer Ministre del Líban Najib Mikati - Primer Ministre de Liechtenstein Adrian Hasler - Presidenta de Lituània Dalia Grybauskaitė - Gran Duc Enric I de Luxemburg - Presidenta de les Illes Marshall Hilda Heine - Secretària del Govern Federal de Mèxic Olga Sanchez Cordero - Príncep Sobirà Albert II de Mònaco - President de Montenegro Filip Vujanovic - Príncep hereu Haakon de Noruega - Governador general de Nova Zelanda Sir Jerry Mateparae - Rei Guillem Alexandre del Països Baixos - Primer Ministre del Països Baixos Mark Rutte i ministra Edith Schippers - President del Paraguai Horacio Cartes - President de Portugal Marcelo Rebelo de Sousa - Emir de Qatar Tamim bin Hamad Al Thani - Viceprimer ministre de Rússia Sergei Lavrov - President de Ruanda Paul Kagame - President de Sèrbia Tomislav Nikolić - Vicepresident de Sud-àfrica Cyril Ramaphosa - Rei Carles XVI Gustau de Suècia i Reina Sílvia - President de la Confederació Suïssa Johann Schneider-Ammann - President de Surinam Desi Bouterse - Ministre d'Educació de Taiwan Pan Wei-chung - Viceprimer ministre de Turquia Besir Atalay - President de la República Txeca Miloš Zeman - Secretari d'Estat dels Estats Units John Kerry - President de l'Uruguai Tabaré Vázquez - President de l'Assemblea Nacional de Veneçuela Juan Guaidó - President de Xile Michelle Bachelet - Viceprimer ministre de la República Popular de la Xina Liu Yandong |

## Crítica

### Mitjans de comunicació
La cerimònia va rebre crítiques majoritàriament positives en les xarxes socials, així com en la premsa internacional. El Washington Post va dir que Rio «va portar el seu estil sambista a la cerimònia d'obertura de l'Olimpíada». El diari va recordar les dificultats en les preparacions per als Jocs, però va concloure que «per una nit, almenys, Rio de Janeiro va exhibir el que sap fer millor». The New York Times va afirmar que «la cerimònia d'obertura dels Jocs va dissimular les ferides brasileres durant algunes hores i va permetre al país commemorar la seva història».

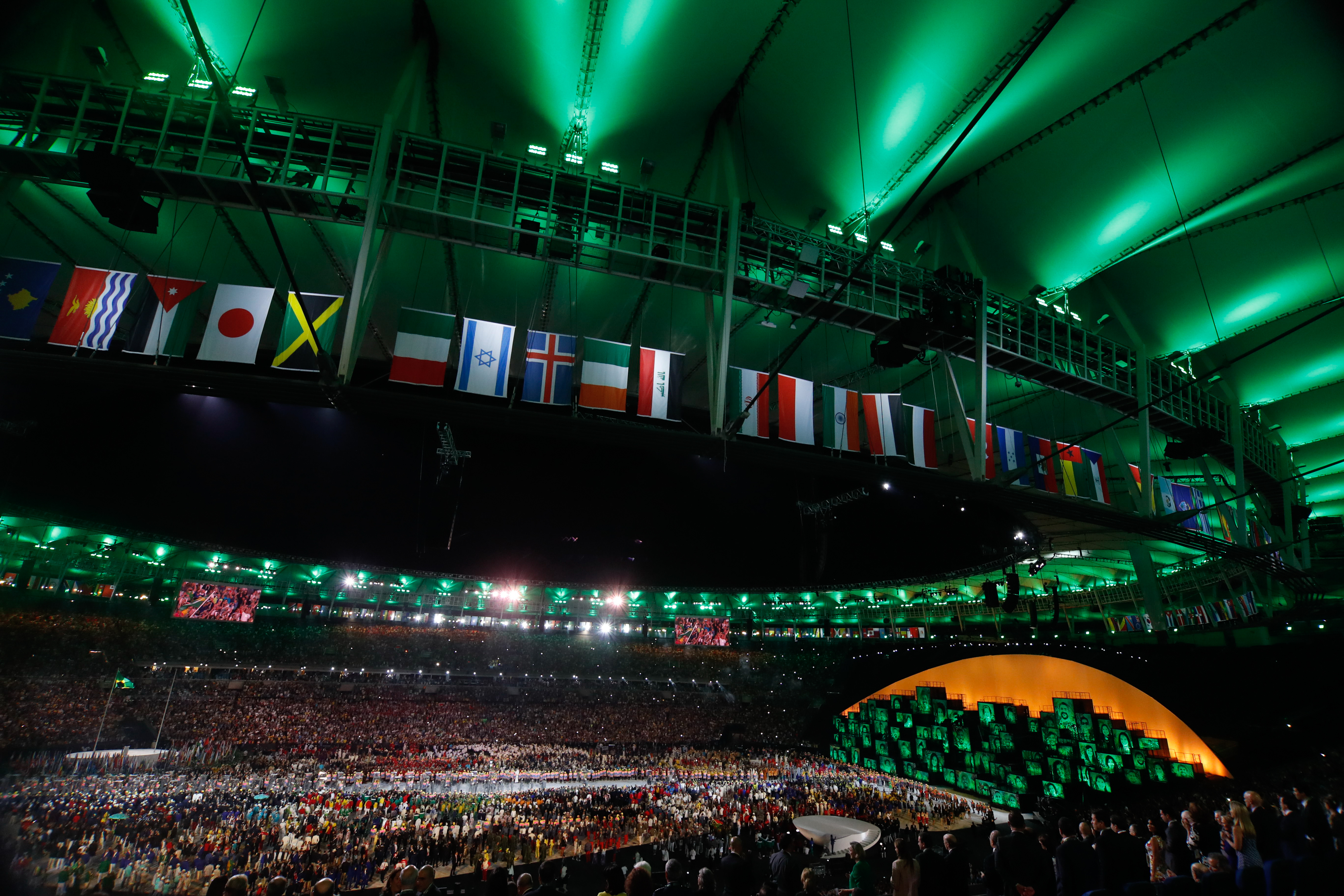
Maracanã al final de la cerimònia d'obertura

L'argentí Clarín va classificar l'esdeveniment com «una festa repleta de música, colors i esport» i va elogiar la cerimònia i la ciutat «pels seus colors, pels seus focs artificials, per la seva música, per la seva gent, pel Crist Redemptor —en el fons, el perfecte protector—, icona universal d'una ciutat en la que hi caben diversos mons».
El britànic The Guardian va afirmar que la cerimònia va ser «un interessant contrast amb les últimes dues cerimònies d'obertura». Continuava: «el tema de Pequín 2008 va ser gran: la Xina, i el de Londres 2012 va ser també gran: Gran Bretanya. El tema d'avui?: millor que comencem a fer alguna cosa sobre el medi ambient o potser no celebrarem gaires més Olimpíades en el futur». El diari també va elogiar la «bella escultura giratòria» que roman enrere del peveter. La BBC va dir: «Ens traiem el barret per tu, Rio. Va ser una cerimònia que mai oblidarem».
L'espanyol El País va publicar una anàlisi afirmant que la cerimònia va ser «un èxit per al Brasil», un estat «que va deixar de costat les diverses crisis que pateix». Malgrat tota la tensió, «durant més de tres hores, el Brasil es va donar un respir». «La crisi política i la recessió econòmica van quedar fora de Maracanã», afirmava l'autor. «Va haver-hi orgull, molt orgull d'haver-ho aconseguit, per part d'un país que ha tingut pocs motius per a això els últims mesos». El text citava els diversos homenatges de la cerimònia, com els efectuats a Tom Jobim, Vinícius de Moraes, Athos Bulcão i «el tità de l'arquitectura» Oscar Niemeyer. «El Brasil va demostrar que té motius per a l'orgull patri».
El diari francès Le Monde va definir com «màgic» el moment de l'encesa del peveter, amb la presència de Gustavo Kuerten, Hortência Marcari i Vanderlei de Lima, al so d'un «Maracanã eufòric».

### Xarxes socials
El tribut a Santos Dumont i el seu 14-bis no va passar desapercebut pel públic, especialment l'estatudinenc. Les xarxes socials van omplir-se de missatges de nord-americans defensant la invenció del vol a motor pels Germans Wright, que el 1905 havien fer volar el Flyer III durant gairebé 40 minuts. Per la seva part, sud-americans i europeus al·legaven que el prototip dels Wright va despegar impulsat per una catapulta, mentre que el prototip brasiler (1906) va aixecar el vol autònomament, gràcies al motor del propi aparell.
Un altre moment que va portar rebombori a les xarxes va ser quan es van formar els ars olímpics verds, simulant palmeres. Les plantes utilitzades tenien l'aparença de cannabis, el que va generar comentaris de tot tipus entre els espectadors.